# NUT (format conteneur)
Pour les articles homonymes, voir Nut.
NUT est un conteneur multimédia libre en construction, sans brevets, conçu par quelques développeurs des projets libres MPlayer et FFmpeg qui étaient déçus par les limitations de tous les conteneurs disponibles tels que AVI, Ogg ou Matroska.
Son objectif est la simplicité, l'extensibilité, le faible coût ajouté et une résistance aux erreurs.